# Атіліо Антоніо Кассіно
Аті́ліо Анто́ніо Кассі́но (ісп. Atilio Antonio Cassino; нар. 22 березня 1924, Рівадавія) — аргентинський вчений в галузі виноградарства.

## Біографія
Народився  22 березня 1924 року в місті Рівадавії (провінція Мендоса, Аргентина). Закінчив агрономічний факультет Національного університету в Ла-Платі. З 1960 року працював техніком-виноградарем на дослідній станції «Альто Вальє» в Ріо-Негро.
Був професором кафедри виноградарства сільськогосподарського факультету Національного університету в Комауе.
Автор понад 100 робіт з питання приживання, обрізки і розташування винограду.